# Tramlijn B (Straatsburg)
Lijn B van de tram van Straatsburg is een tramlijn in de agglomeratie van Straatsburg. De lijn telt 27 stations en loopt van Hoenheim Gare naar Lingolsheim Tiergaertel via het tot 2007 centrale overstapstation Homme de Fer.

## Geschiedenis
- 1 september 2000

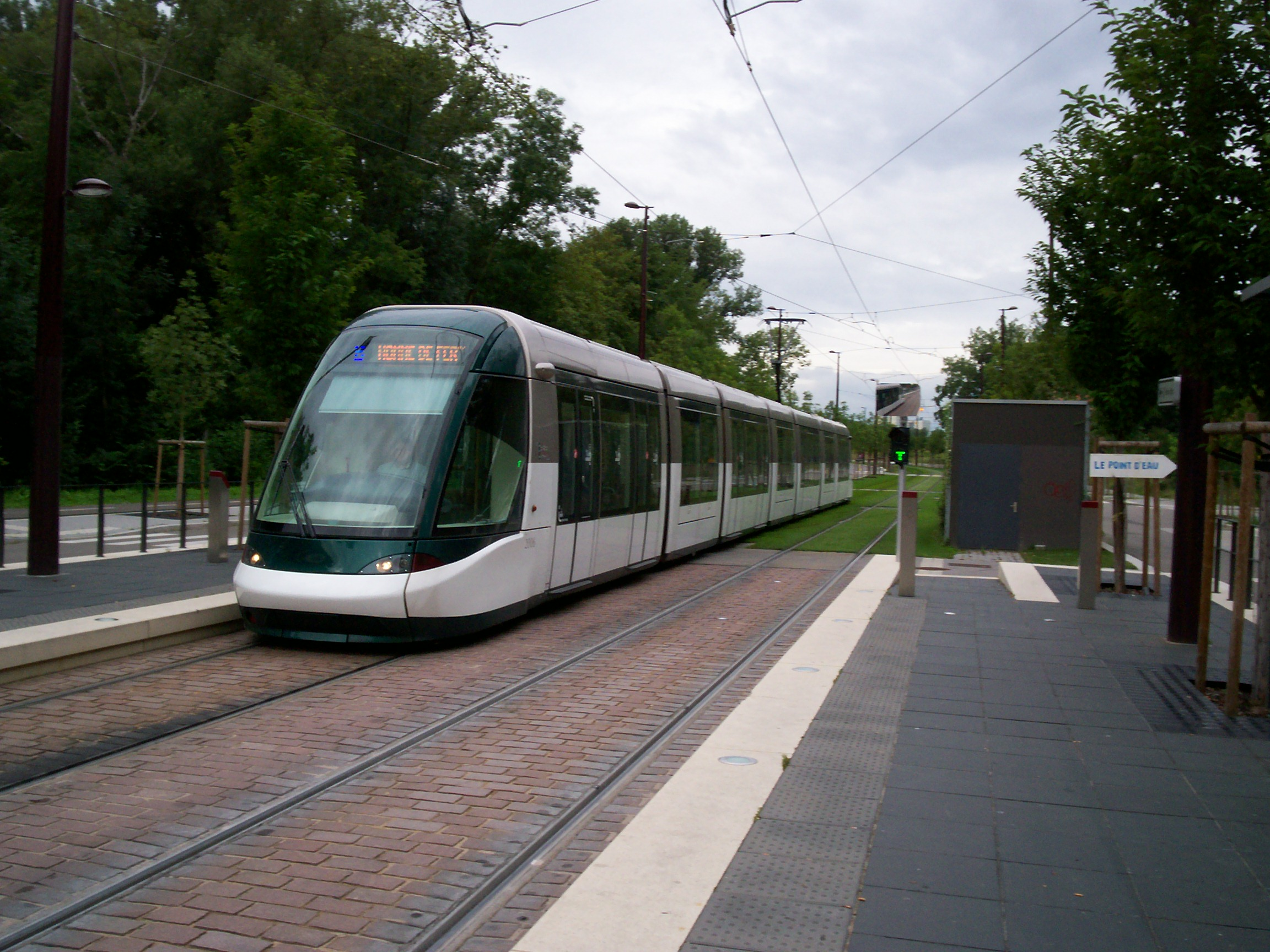
Citadis tram bij Ostwald Hôtel de Ville.

Lijn B van de tram van Straatsburg gaat in dienst. De eindpunten zijn Elsau, gebouwd om de nieuwbouwwijk Elsau te bedienen en Hoenheim (welke later Hoenheim gare is gaan heten omdat sinds september 2002 deze halte een station heeft met een verbinding op een voorstadstrein op de lijn Straatsburg - Lauterburg. Dit betekende de terugkeer van de tram in Hoenheim na meer dan 40 jaar. Tot 1 mei 1960 reed de laatste lijn 4/14 van het vorige tramnet hier zij het over een andere route.
- 30 januari 2008.

Lijn B wordt verlengd van Elsau tot Ostwald Hôtel de Ville .
- 2 mei 2008.

De lijn wordt uitgebreid tot Lingolsheim Tiergaertel.

## Reistijden
De reistijden vanaf Hoenheim Gare zijn:
- Pont Phario in 6 minuten ;
- Wacken in 12 minuten ;
- Lycée Kléber in 13 minuten ;
- République in 17 minuten ;
- Homme de Fer in 20 minuten ;
- Musée d'Art Moderne in 24 minuten ;
- Montagne Verte in 27/29 minuten ;
- Elsau in 30 minuten ;
- Elmerforst in 33 minuten ;
- Ostwald Hôtel de Ville in 37 minuten ;
- Lingolsheim Tiergaertel in 43/44 minuten.

## Exploitatie
Tramlijn B wordt geëxploiteerd tussen half vijf 's ochtends en half een 's nachts van maandag t/m zaterdag en tussen half zes en half een op zon-en feestdagen. De lijn rijdt niet op 1 mei. Van half zes 's ochtends tot acht uur 's avonds rijdt er van maandag t/m zaterdag elke zes minuten een tram, op andere momenten elke vijftien minuten.

## Verlengingen
Op het ogenblik wordt de lijn als af beschouwd, maar op de lange termijn kan de lijn verlengd worden tot het station van Lingolsheim.